# Белијер (Орн)
Белијер (фр. Bellière) насеље је и општина у северној Француској у региону Доња Нормандија, у департману Орн која припада префектури Аржантан.
По подацима из 2011. године у општини је живело 113 становника, а густина насељености је износила 8,12 становника/km². Општина се простире на површини од 13,91 km². Налази се на средњој надморској висини од 215 метара (максималној 363 m, а минималној 192 m).

## Демографија
| 1962. | 1968. | 1975. | 1982. | 1990. | 1999. | 2011. |
| ----- | ----- | ----- | ----- | ----- | ----- | ----- |
| 139   | 153   | 128   | 116   | 101   | 103   | 113   |

График промене броја становника у току последњих година